# Прокляте селище (фільм, 1960)
«Прокляте селище» (англ. The Village Of The Damned) — британський науково-фантастичний трилер 1960 року, поставлений за романом Джона Віндема «Зозулі Мідвіча». У 1964 вийшов сиквел «Діти проклятих», а в 1995 році був знятий рімейк фільму.

## Сюжет
На кілька годин все населення маленького англійського села впадає в каталепсію. Потім жителі прокидаються, і життя продовжується. Але через кілька тижнів дружина вченого Гордона Зеллабі каже, що вона вагітна. Інші жінки з села відчувають те ж саме, хоча не були запліднені. Через деякий час на світ з'являються діти. Вони ростуть, та всі мають біляве волосся і взагалі нічим не схожі на своїх батьків…

## Римейк
У 1995 році був знятий римейк картини з однойменною назвою Прокляте селище.

## В ролях
- Джордж Сандерс
- Лоуренс Найсмит
- Барбара Шеллі
- Пітер Вон